# Molophilus (Molophilus) claessoni
Molophilus (Molophilus) claessoni is een tweevleugelige uit de familie steltmuggen (Limoniidae). De soort komt voor in het Palearctisch gebied.